# Mercurio Peruano
Mercurio Peruano fue un periódico bisemanal publicado en Lima entre 1791 y 1795 y que fue ampliamente difundido por gran parte de Hispanoamérica hasta el siglo XIX. Fue editado por un grupo de jóvenes intelectuales pertenecientes a la Sociedad de Amantes del País, entre los que destacaron Hipólito Unanue, José Baquíjano y Carrillo y José Rossi y Rubí. Fue el periódico más importante y editado en el antiguo Virreinato del Perú.
Ya bajo la época republicana, se editaron otras dos publicaciones con el mismo nombre, aunque con otro cariz:
- Un diario de tendencia conservadora, publicado en Lima de 1827 a 1834 y de 1839 a 1840, y que tuvo entre sus colaboradores a José María de Pando, Felipe Pardo y Aliaga, José Joaquín de Mora  y José Pérez de Vargas.
- Una revista mensual de ciencias sociales y letras, fundada por Víctor Andrés Belaunde en 1918. Su primer secretario de redacción fue César Antonio Ugarte Ocampo luego de cuya muerte tuvo una interrupción de 1931 a 1939. Continuó publicándose aún después de la muerte de su fundador en 1966 y evolucionó desde un liberalismo racionalista hacia un pensamiento más afín al humanismo cristiano.

## Contenido
El primer número apareció en enero de 1791 y, de allí en adelante, tuvo el carácter de bisemanario, circulando jueves y domingo. Fue producto de la nueva corriente de pensamiento de la época, llamada Ilustración.
Mayormente, sus autores publicaban ideas liberales, pero con seudónimos para no ser identificados. Fue una publicación de gran influencia, con noticias acerca de lo que sucedía en Lima, Quito, Santa Fe, y La Habana.
Tuvo un total de 411 números y 3.541 páginas en las cuales se podía observar el pensamiento ilustrado europeo y su influencia en la sociedad peruana. Así como las ideas liberales de Unanue, Baquíjano y Rossi, en sus artículos se encontraban recomendaciones a los ciudadanos y a los miembros del país.
En la primera plana del diario figuraba el nombre del mismo, también el nombramiento que era editada con superior permiso, hecho en la Imprenta Real, y tiempo después en la Imprenta de los Niños Expósitos.
No fue un órgano periodístico revolucionario, pero trató de influir en establecer que el Perú era una unidad geográfica, así como una búsqueda de identidad, sea humana o natural. Este tenía como objetivo que la sociedad se diera cuenta de lo importante que era el Perú, mencionado por primera vez con el nombre de "PATRIA", y a través de esa simple identificación se insinuó la idea del separatismo con respecto a la metrópoli.

## Difusión
El periódico tenía suscriptores en México, Guayaquil, La Paz, Buenos Aires y Santiago de Chile, entre otras ciudades hispanoamericanas. Los ejemplares eran ampliamente redistribuidos por muchos de los suscriptores, acrecentando su público lector. Cuando el sabio alemán Alexander von Humboldt pasó por Perú, se llevó a Europa una colección completa del periódico, algunos de cuyos artículos hizo traducir.

## Reedición
Por iniciativa de Carlos Cueto Fernandini, entre 1964 y 1966 la Biblioteca Nacional del Perú hizo una reedición facsimilar de los doce volúmenes que integran su colección; posteriormente les agregó un volumen  de índices preparados por Jean-Pierre Clement (1979).